# Hrabstwo Henry (Ohio)
Hrabstwo Henry (ang. Henry County) – hrabstwo w stanie Ohio w Stanach Zjednoczonych. Obszar całkowity hrabstwa obejmuje powierzchnię 419,98 mil2 (1 087,74 km²). Według danych z 2010 r. hrabstwo miało 28 215 mieszkańców. Hrabstwo powstało 1 kwietnia 1820 roku i nosi imię Patricka Henry’ego – ojca założyciela Stanów Zjednoczonych, a także pierwszego i szóstego gubernatora Wirginii.

## Sąsiednie hrabstwa
- Hrabstwo Fulton (północ)
- Hrabstwo Lucas (północny wschód)
- Hrabstwo Wood (wschód)
- Hrabstwo Hancock (południowo-wschodni narożnik)
- Hrabstwo Putnam (południe)
- Hrabstwo Defiance (zachód)
- Hrabstwo Williams (północny zachód)

## Miasta
- Napoleon
- Ridgeville Corners (CDP)

## Wioski
- Deshler
- Florida
- Hamler
- Holgate
- Liberty Center
- Malinta
- McClure
- New Bavaria